# DDR-Meisterschaften im Feldfaustball 1956
Die DDR-Meisterschaften im Feldfaustball 1956 waren die siebente Austragung der DDR-Meisterschaften der Männer und Frauen im Feldfaustball der DDR im Jahre 1956.
Die Finalspiele fanden am 15./16. September 1956 im „Stadion der Freundschaft“ in Görlitz statt.
Zum zweiten Mal erkämpften sich die Männer von Aktivist Hirschfelde durch einen Sieg in der entscheidenden Begegnung gegen Stahl Leipzig den Titel. Noch härter umstritten war die Meisterschaft der Frauen. Trotz größerer Routine musste Rotation Dresden Mitte dem wesentlich jüngeren Kollektiv von Empor Barby schließlich den Endsieg überlassen.

## Frauen
Die Frauenliga wurde in zwei Gruppen ausgetragen. Die ersten drei jeder Gruppe waren für das Finalturnier qualifiziert.
Es waren folgende Spieltage geplant:

Gruppe A:
- 3. Juni in Dresden
- 24. Juni in Leipzig
- 22. Juli in Zeitz

Gruppe B:
- 3. Juni in Weimar
- 24. Juni in Barby
- 15. Juli in Staßfurt

| Rotation Dresden Mitte |
| Motor Görlitz Mitte    |
| Motor Megu Leipzig     |
| Motor Suhl West        |
| Chemie Zeitz           |
| Motor Dresden Ost      |

| Empor Barby         |
| Lokomotive Schwerin |
| Einheit Weimar      |
| Lokomotive Köthen   |
| Aktivist Staßfurt   |
| Motor Zeiss Jena    |

Abstieg: Die beiden letzten jeder Gruppe mussten sich untereinander um die Qualifikation für die Oberliga 1957 auseinandersetzen. Im Ergebnis der Spiele wurden die Absteiger Motor Dresden Ost und Motor Zeiss Jena durch die Aufsteiger Stahl Eisleben und Lokomotive Görlitz ersetzt.
| Platz | Mannschaft        | Punkte |
| 1.    | Aktivist Staßfurt | 6:0    |
| 2.    | Chemie Zeitz      | 4:2    |
| 3.    | Motor Dresden Ost | 2:4    |
| 4.    | Motor Zeiss Jena  | 0:6    |

Aufstiegsspiele:
Am 23. September 1956 wurden auf der Südkampfbahn in Leipzig-Connewitz die letzten Entscheidungen der Liga um den Aufstieg zur Oberliga und den Abstieg ausgetragen.
Abschlusstabelle der Aufstiegsspiele:
| Platz | Mannschaft            | Punkte |
| 1.    | Stahl Eisleben        | 8:2    |
| 2.    | Lokomotive Görlitz    | 6:4    |
| 3.    | Chemie Jena           | 6:4    |
| 4.    | SG Leipzig-Eutritzsch | 4:6    |
| 5.    | Einheit Rostock       | 4:6    |
| 6.    | Turbine Gardelegen    | 2:8    |

Finalspiele:
- Rotation Dresden Mitte – Empor Barby 25:24
- Empor Barby – Lok Schwerin 33:23
- Lok Schwerin – Rotation Dresden Mitte 31:29

In der Wiederholung gewann Empor Barby alle Spiele.
Endstand:
| Platz | Mannschaft             | Punkte |
| 1.    | Empor Barby            | 8:2    |
| 2.    | Rotation Dresden Mitte | 8:2    |
| 3.    | Lok Schwerin           | 8:2    |
| 4.    | Motor Görlitz Mitte    | 4:6    |
| 5.    | Stahl Megu Leipzig     | 2:8    |
| 6.    | Einheit Weimar         | 0:10   |

## Männer
Die Oberliga wurde in zwei Gruppen ausgetragen. Die ersten drei jeder Gruppe waren für das Finalturnier qualifiziert.
Es waren folgende Spieltage geplant:

Gruppe A:
- 3. Juni in Zittau
- 24. Juni in Halle (Sportplatz von Wissenschaft Halle)
- 15. Juli in Großenhain
- Die in Großenhain ausgefallenen Spiele wurden am 26. August auf den Dresdner Lok-Plätzen nachgeholt.[7]

Gruppe B:
- 3. Juni in Halle (Sportplatz von Einheit Halle)
- 24. Juni in Zeitz
- 15. Juli in Magdeburg

| Platz | Mannschaft             | Punkte |
| 1.    | Aktivist Hirschfelde   | 20:04  |
| 2.    | Wissenschaft Halle     | 16:08  |
| 3.    | Fortschritt Walddorf   | 12:12  |
| 4.    | Lokomotive Dresden     | 11:13  |
| 5.    | Fortschritt Süd Zittau | 11:13  |
| 6.    | Empor Rudolstadt       | 08:16  |
| 7.    | Motor Großenhain       | 06:18  |

| Platz | Mannschaft         | Punkte |
| 1.    | Stahl Megu Leipzig | 20:04  |
| 2.    | Chemie Zeitz       | 17:07  |
| 3.    | Motor West Erfurt  | 14:10  |
| 4.    | Motor Mitte Suhl   | 14:10  |
| 5.    | Fortschritt Apolda | 10:14  |
| 6.    | Aktivist Staßfurt  | 06:18  |
| 7.    | Einheit Halle      | 03:21  |

Abstieg: Die beiden letzten Mannschaften jeder Gruppe spielten untereinander zwei Absteiger aus.
| Platz | Mannschaft        | Punkte | Punkte der Entscheidungsrunde |
| 1.    | Empor Rudolstadt  | 4:2    | 4:0                           |
| 2.    | Motor Großenhain  | 4:2    | 2:2                           |
| 3.    | Einheit Halle     | 4:2    | 0:4                           |
| 4.    | Aktivist Staßfurt | 8:0    | –                             |

Aufgrund der Punktgleichheit waren erneute Entscheidungsspiele nötig.
- Empor Rudolstadt – Motor Großenhain 42:24
- Motor Großenhain – Einheit Halle 45:21
- Empor Rudolstadt – Einheit Halle 30:25

Aktivist Staßfurt und Einheit Halle traten in der nächsten Saison in der DDR-Liga an. Sie wurden durch Motor Rochlitz und Lokomotive Schwerin ersetzt.
Aufstiegsspiele:
Am 23. September 1956 wurden auf der Südkampfbahn in Leipzig-Connewitz auch bei den Männern die entscheidenden Spiele um Auf- und Abstieg der Liga ausgetragen. Teilnehmer waren die Sieger der fünf regionalen Staffeln.
Abschlusstabelle der Aufstiegsspiele:
Aufgrund Punktgleichheit wurde ein Entscheidungsspiel um Platz 2 notwendig.
- Lokomotive Schwerin – Empor Barby 31:22

| Platz | Mannschaft          | Staffel | Punkte |
| 1.    | Motor Rochlitz      | Süd     | 8:0    |
| 2.    | Lokomotive Schwerin | Nord    | 4:4    |
| 3.    | Empor Barby         | Mitte   | 4:4    |
| 4.    | Motor Zeiss Jena    | West    | 2:6    |
| 5.    | Einheit Köpenick    | Ost     | 2:6    |

Finalspiele:
- Aktivist Hirschfelde – Stahl Megu Leipzig 41:31
- Aktivist Hirschfelde – Motor West Erfurt 29:27
- Chemie Zeitz – Motor West Erfurt 27:26
- Stahl Megu Leipzig – Chemie Zeitz 31:28
- Wissenschaft Halle – Fortschritt Walddorf 30:20

Entscheidungsspiel:
- Aktivist Hirschfelde – Stahl Megu Leipzig (Hirschfelde gewinnt)

Endstand:
| Platz | Mannschaft           | Punkte |
| 1.    | Aktivist Hirschfelde | 8:2    |
| 2.    | Stahl Megu Leipzig   | 8:2    |
| 3.    | Wissenschaft Halle   | 6:4    |
| 4.    | Chemie Zeitz         | 4:6    |
| 5.    | Motor Erfurt West    | 2:8    |
| 6.    | Fortschritt Walddorf | 2:8    |

## Weblink
- Faustball-DDR-Meisterschaften auf sport-komplett.de